# Коло (танець)
Ко́ло — різновид групового танцю, найчастіше народний.
Для танцю коло характерне розташування танцюристів замкнутим або розімкнутим колом (іноді в центрі — соліст). Виконується під акомпанемент народних музичних інструментів, співу. Музика і характер виконання — різноманітні; побутують танці швидкого і повільного темпів.
Танець коло поширений у народів Балканського півострова і областей на північ від нього (у болгар хо́ро, румун і молдован — хора, сирба, хорватів — німе коло).
Коло відоме в Україні (та Польщі), переважно у горян Карпат — гуцулка, коломийка, аркан, веснянки.